# Zen

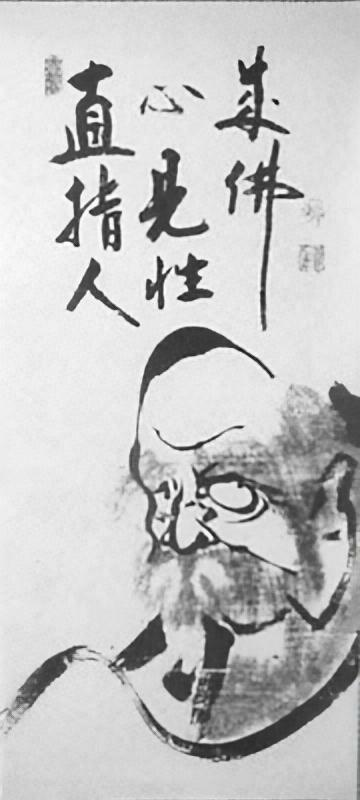
Un kakemono dipinto dal grande maestro giapponese, di scuola zen Rinzai, Hakuin (道元, 1686-1769), raffigurante Bodhidharma.
Il testo dice:

Con il termine zen (禅?) ci si riferisce a un insieme di scuole buddiste giapponesi, parte delle scuole Mahayana. Derivano per dottrine e linguaggi dalle scuole cinesi del buddismo Chán, fondata, secondo la tradizione, dal leggendario monaco buddhista Bodhidharma. Per questa ragione talvolta si definisce zen anche la tradizione cinese Chán, ma anche le tradizioni Sòn coreana e Thiền vietnamita.

## Etimologia del termine zen
Zen è la pronuncia nipponica del carattere cinese 禅. Nella manualistica occidentale questo carattere quando viene trascritto in caratteri latini per riportare la sua pronuncia cinese, seguendo il metodo pinyin viene indicato come Chán o in Wade-Giles Ch'an. È da tenere presente, tuttavia, che Chán (e Ch'an) (pronunciato [tʂʰǎn]) è la restituzione del carattere in cinese, lingua ufficiale della Repubblica popolare cinese, derivata a sua volta dal dialetto di Pechino. Tuttavia il carattere 禅 in cinese medio veniva, probabilmente, pronunciato come [d͡ʑiᴇn] ed è molto probabile che i maestri cinesi dei pellegrini giapponesi, nonché i missionari cinesi della scuola Chán giunti in Giappone intorno al XIII secolo, pronunciassero questo carattere in cinese medio, da qui la resa in giapponese di zen.
Questo termine è dunque un prestito linguistico dalla lingua cinese media, e fu utilizzato fin dalla prima introduzione del buddismo in Cina per rendere foneticamente il termine sanscrito dhyāna ("visione") che nell'insegnamento del Buddha indicava i graduali stati di coscienza caratterizzati da profonda comprensione che scaturiscono dall'esercizio del samādhi, ossia la concentrazione meditativa raggiunta con la meditazione di calma (Śamatha, in giapponese shi, "stare fermi") e anche con quella di consapevolezza (Vipassana, in giapponese kan, "contemplare"), da cui la meditazione seduti praticata nel chán/zen (ma anche nel Tendai), shikan/shikantaza ("sedere in shikan"), definita poi, nelle scuole zen giapponesi, nella tipica postura dello zazen ("sedere in zen").
In seguito la parola dhyana, in diverse forme composte, qui sempre restituite in cinese come chánsēng (禪僧, monaco meditante) e chánshī (禪師, maestro di meditazione) divenne una definizione generica per una categoria di religiosi che si dedicavano specialmente alla meditazione. Sembra che in questo ambito sia nata la tradizione e che adotterà questo termine come vera e propria denominazione specifica del proprio lignaggio (cinese: Chánzōng, giapponese: zenshū 禅宗, la tradizione/scuola del buddismo zen).

## Origini e diffusione

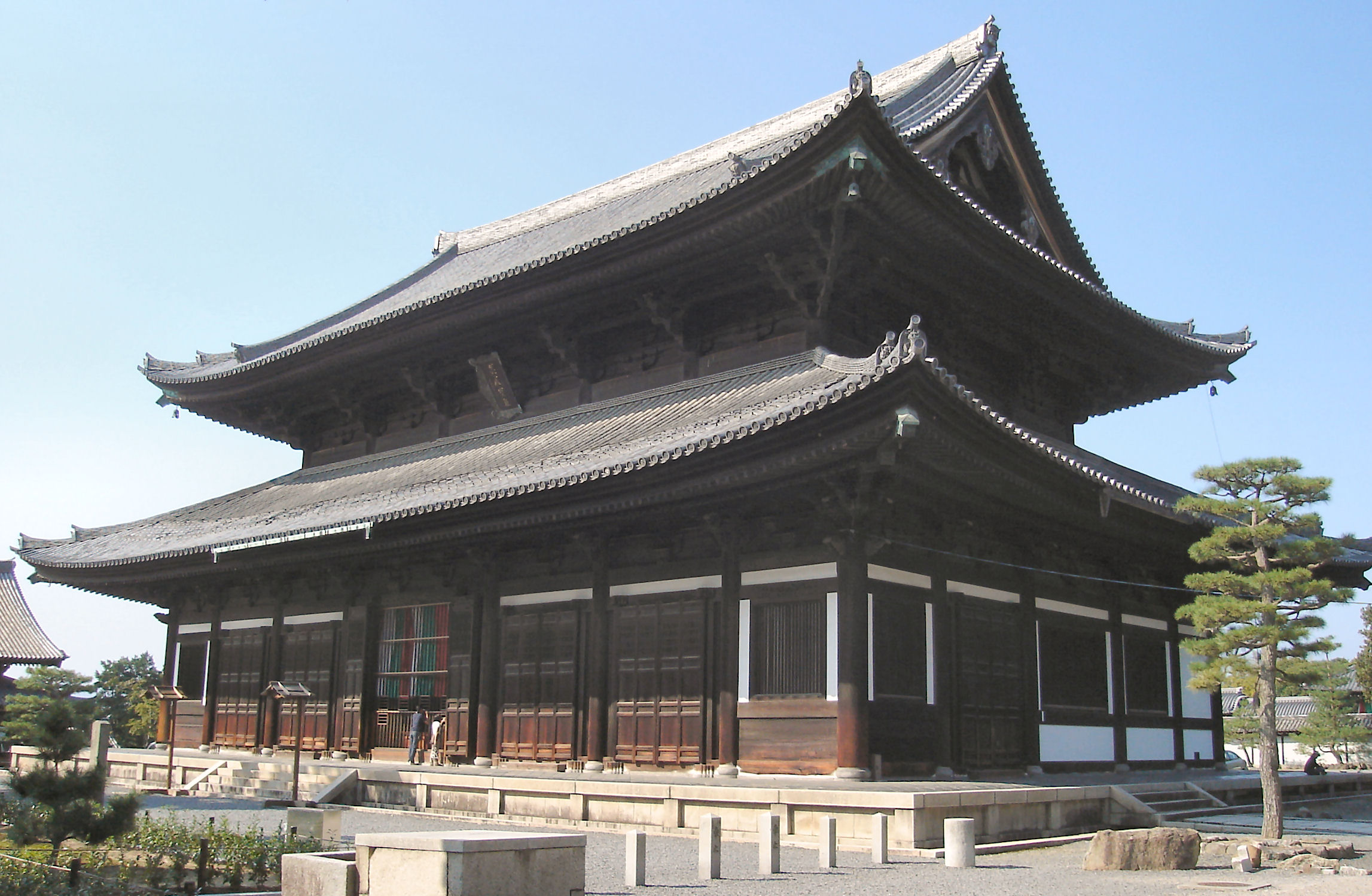
Il padiglione principale del tempio Tōfuku-ji a Kyoto. Seppur costruito, nel 1236, secondo i voleri di Fujiwara Michiie patrono Enni Ben'en, come luogo di pratica Tendai, Shingon e zen, divenne presto un tempio della scuola zen Rinzai e risulta oggi il tempio zen più antico del Giappone.

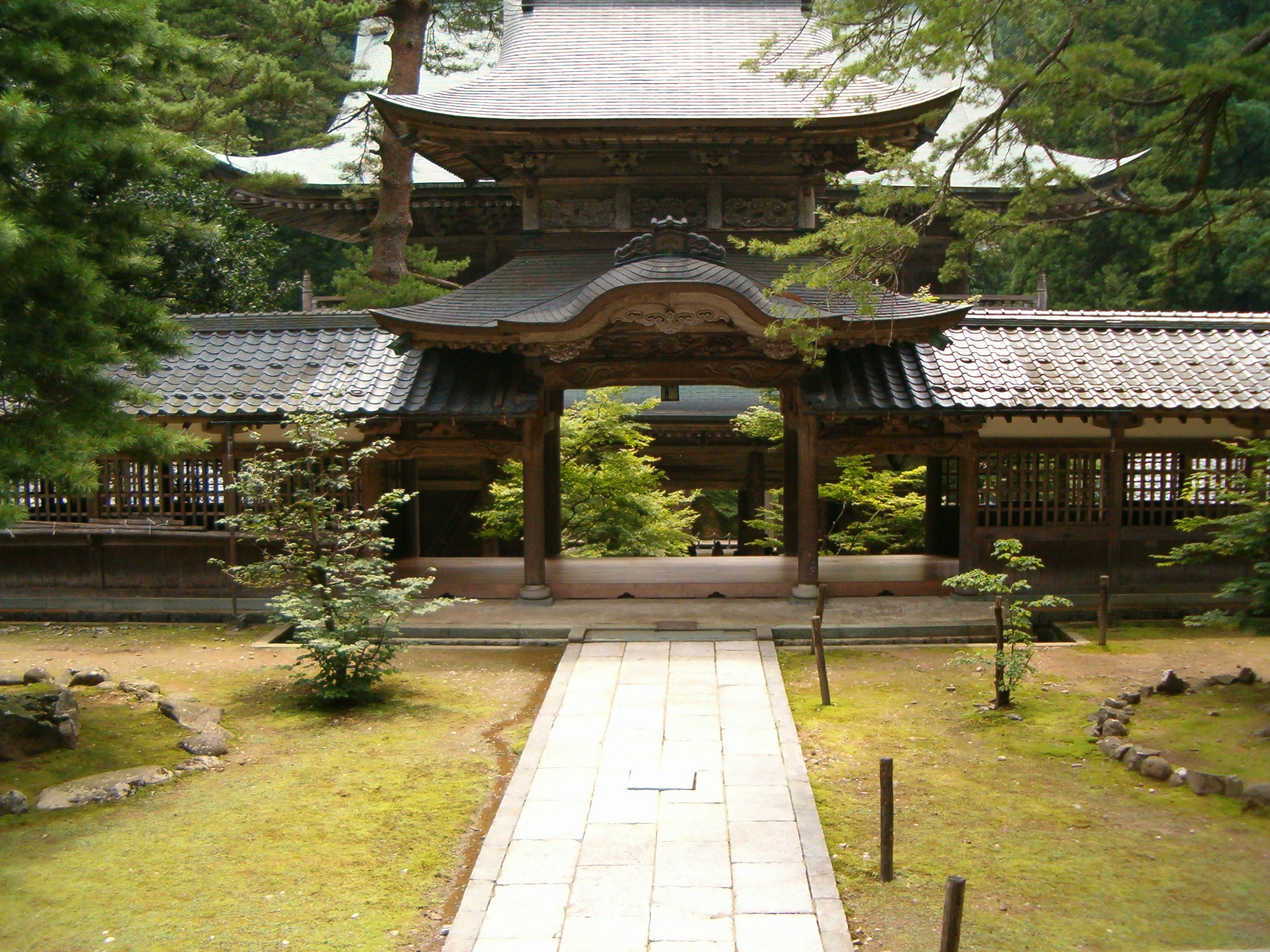
L'ingresso al tempio Eihei-ji, il tempio principale della scuola zen Sōtō fondato, da Dōgen nel 1244, nei pressi di Echizen.

Le scuole del buddismo zen derivano per linguaggi, dottrine e testi (anche se con delle specifiche evoluzioni) da quelle del buddismo Chán fondato in Cina dal leggendario monaco indiano Bodhidharma, che faceva risalire il proprio lignaggio direttamente al Buddha, tramite il discepolo Mahākāśyapa. Furono trasferite nell'arcipelago giapponese da monaci Tendai di ritorno dai loro viaggi in Cina. Oppure, successivamente, trasferite da monaci cinesi missionari in Giappone. L'introduzione del buddismo zen, come scuola autonoma, in Giappone ha avuto un processo piuttosto sofferto. Tali difficoltà non si riscontrarono tanto nel trasferimento di dottrine, testi e lignaggi quanto piuttosto nel rendere autonomo lo zen dalla scuola Tendai.

### Il primo lignaggio zen: Saichō e la scuolaGozu (Rinzai)
Saichō (767-822), il fondatore del buddismo Tendai, introdusse nel IX secolo in Giappone anche gli insegnamenti del buddismo Chán Beizōng (北宗, Scuola settentrionale) ricevendo, sempre in Cina, anche il lignaggio della scuola buddista Chán denominata Niútóuchán (anche 牛頭宗, Niútóu zōng), fondata da Fǎróng (594-657), che scomparirà dalla Cina pochi decenni dopo ma che egli trasferirà in Giappone come scuola Gozu (牛頭宗, Gozu shū). Le dottrine Chán erano quindi regolarmente studiate e praticate sul Monte Hiei, sede della scuola Tendai, fin dal IX secolo.

### Eisai, Dainichi Nōnin, Enni Ben'en e la scuolaRinzai
Nel XII secolo, il monaco tendai Eisai (1141-1215) studiò il Chán durante il suo secondo soggiorno in Cina, sotto la guida del maestro Xuan Huaichang (虛庵懷敞, giapp. Kian Esho, date sconosciute), appartenente al ramo Huánglóng (黃龍, giapp. Ōryū) della denominazione Línjì (臨濟, giapp. Rinzai). Tornato in Giappone, ebbe difficoltà a insegnare tali dottrine al di fuori del contesto curricolare tradizionale previsto dal principale monastero Tendai, l'Enryaku-ji. Nonostante questo, Eisai non uscirà mai dalla scuola Tendai. Un primo tentativo di una scuola autonoma zen fu compiuto da un altro monaco tendai, Dainichi Nōnin (大日能忍, morto nel 1196?) che inviati due discepoli in Cina, ottenne il lignaggio cinese dal maestro Zhuan Deguang (1121–1203) a sua volta erede del Dharma del maestro di denominazione Linji, Dahui Zonggao (大慧宗杲, 1089–1163) fondando la Daruma shū (達磨宗). Un tentativo finito piuttosto male se consideriamo che, nel 1194, un decreto imperiale proibirà le sue dottrine e distruggerà la sua scuola con i suoi monasteri. Dopo gli importanti tentativi di Eisai e di Dainichi Nōnin, miglior successo lo ottenne Enni Ben'en (圓爾辯圓, anche Shōichi Kokushi, 1201-1280) altro importante monaco tendai che studiò il Chán dapprima sul Monte Hiei, poi durante un pellegrinaggio in Cina da dove fu il primo a trasferire il ramo Yōgi (楊岐, cin. Yángqí) della denominazione Linji, appreso sotto il maestro cinese Wúzhǔn Shīfàn (無準師範, giapp. Bujun Shipan o Bushun Shihan, 1177–1249).

### L'arrivo dei maestri cinesi e la fondazione dei primi templi zen

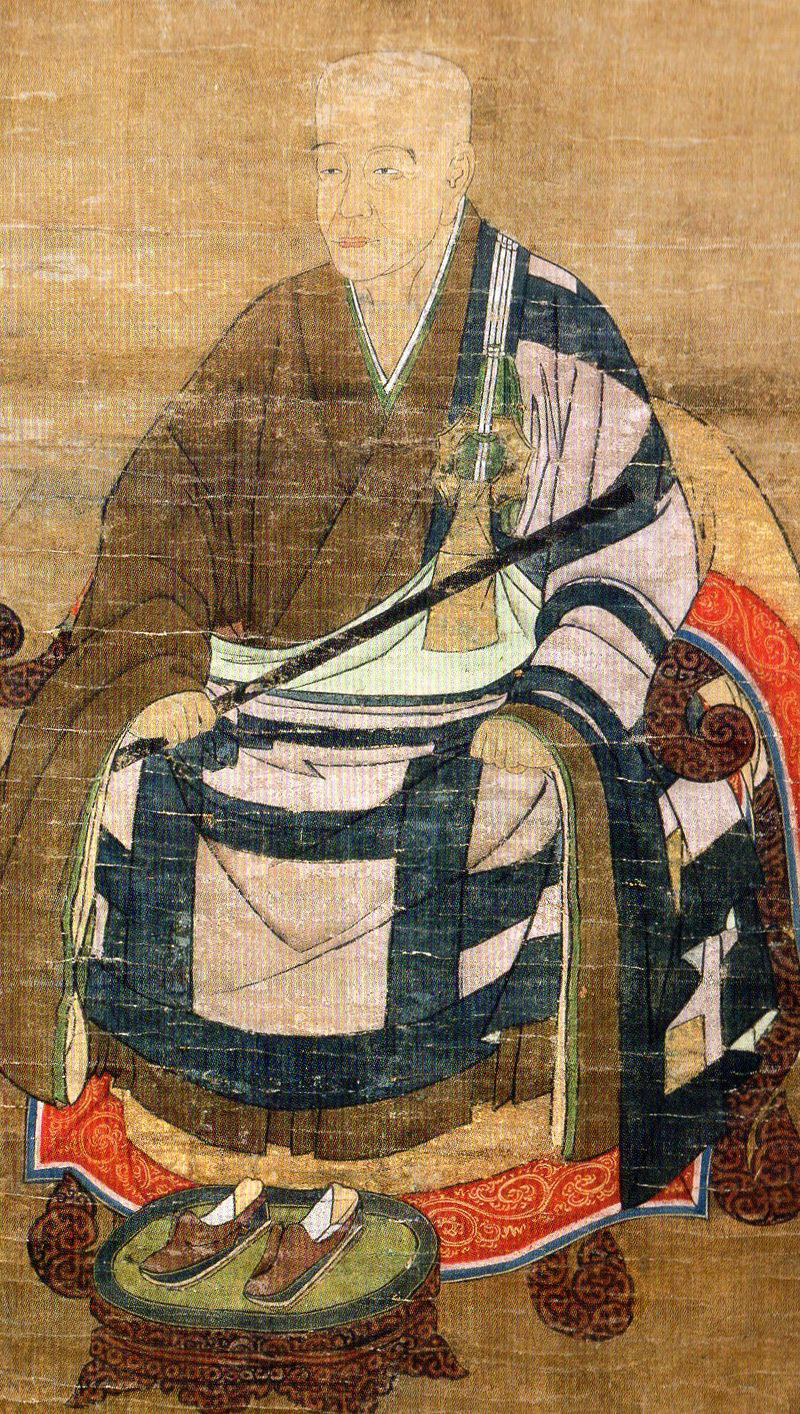
Immagine di Eisai (1141-1215), tradizionale fondatore dello zen Rinzai.

Se neanche Enni Ben'en si distaccò dalla scuola Tendai, il fatto che ricoprisse il ruolo di abate del prestigioso monastero Tōfuku-ji (東福寺), a Kyoto, diede grande prestigio alle dottrine zen da lui insegnate. Ormai i tempi erano maturi perché alcuni maestri cinesi del Chán potessero giungere in Giappone: Lánxī Dàolóng (溪道隆, giapp. Rankei Dōryū, 1213-1278), fondatore, nel 1253, del monastero Kenchō-ji (建長寺) a Kamakura; Wùān Pǔníng (兀菴普寧, giapp. Gottan Funei, 1197–1276), vissuto solo 4 anni in Giappone, dove ricoprì il ruolo di abate del tempio Kennin-ji (建仁寺), fondato da Eisai a Kyoto nel 1202; Dàxiū Zhèngniàn (大休正念, giapp. Daikyū Shōnen, 1214–1289), che fondò il monastero Kinpōzan Jōchi-ji (金宝山浄智寺) a Kamakura; infine Wúxué Zǔyuán (無學祖元, giapp. Mugaku Sogen, 1226–1286), che fu l'abate del monastero Engaku-ji (円覚寺) a Kamakura.

### Dōgen e i primi lignaggi autonomi dal Tendai

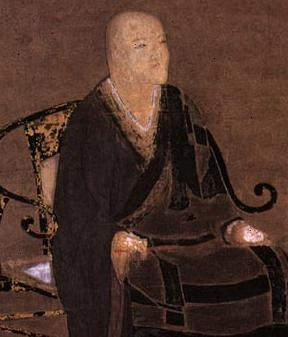
Immagine di Dōgen (1200-1253), fondatore dello zen Sōtō.

Nello stesso periodo, un altro monaco tendai nonché discepolo di Eisai, Dōgen (1200-1253), anche lui di ritorno dalla Cina dove aveva studiato sul Monte Tiantong (天童山 Tiantong shan) sotto la guida del maestro, di denominazione Caódòng, (曹洞) Rujing (如淨, 1163-1228), ottenne il certificato di "illuminazione" e il lignaggio di trasmissione (傳法, cin. chuánfǎ, giapp. denpō) della scuola Chán Caódòng. Tornato in Giappone nel 1225, Dōgen si trasferirà nel 1230 nel tempio Anyo-in (安養院) alla periferia di Kyoto, consumando una frattura definitiva con la scuola Tendai e fondando la scuola giapponese zen Sōtō.

### La diffusione dello zen in Occidente

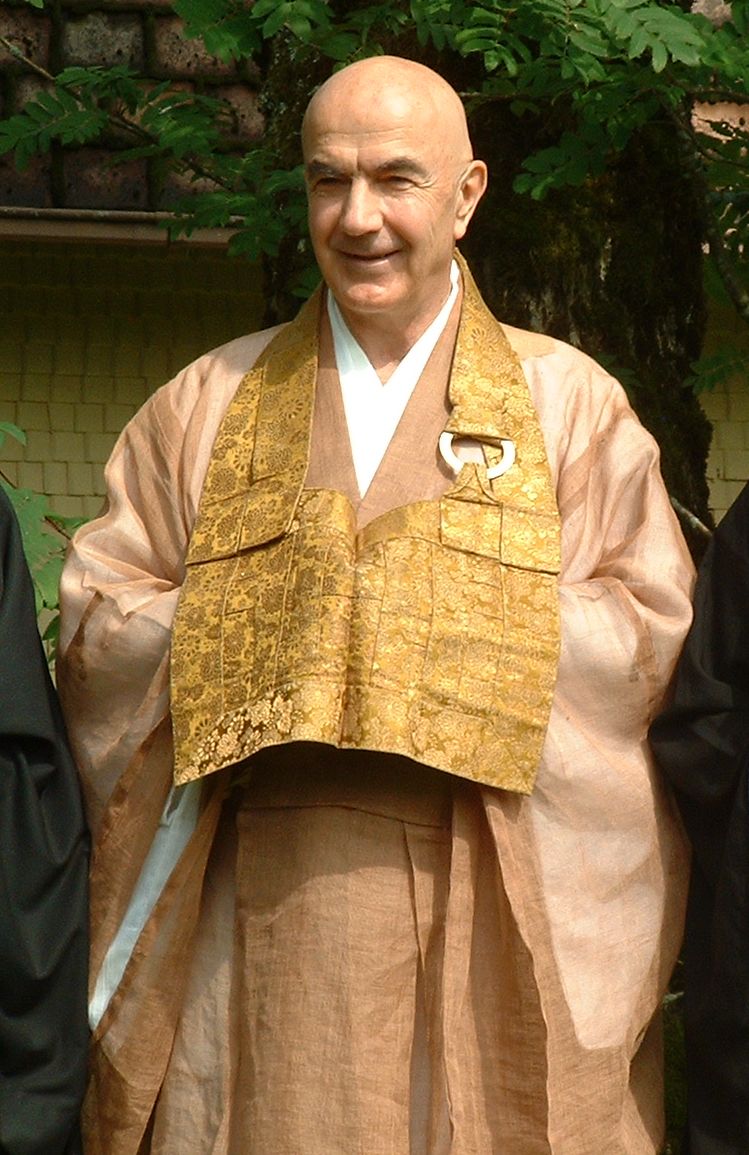
Lo statunitense Richard zentatsu Baker (1936-) uno dei primi maestri zen occidentali.

È difficile stabilire quali siano stati i primi approfonditi contatti tra occidentali e il buddismo zen. I flussi di immigrazione ed emigrazione tra i diversi continenti avviatisi in modo massiccio sul finire del XIX secolo hanno consentito lo scambio di idee e culture non solo materiali. Il primo episodio di conversione formale di un occidentale al buddismo zen lo si registra tuttavia nel 1906 quando la moglie di Alexander Russel avvia la prima pratica formalmente registrata di zazen e kōan con il maestro zen giapponese Shaku Sōyen (釈 宗演, 1859–1919) giunto a Chicago nel 1893 su invito di circoli cristiani che promossero, in quell'anno, il World's Parliament of Religion. Shaku Sōyen ebbe modo di conoscere, in quella occasione, i coniugi Russel e fu da questi invitato a tornare negli Stati Uniti nel 1905. Dopo Shaku Sōyen giunsero i suoi discepoli: D.T. Suzuki (鈴木 大拙 Suzuki Daisetsu, 1870–1966) nel 1899, Shaku Sokatsu (1869–1954) nel 1906 e Senzaki Nyogen (千崎 如幻, 1876-1958) nel 1905. Fu tuttavia il discepolo di Shaku Sokatsu, Sasaki Shigetsu (meglio conosciuto come Sokei-an, 佐々木 指月-曹渓庵, 1882—1945) a fondare a New York, nel 1931, la Buddhist Society of America (poi ridenominata come First zen Institute) che seguì fino alla sua morte nel 1945. Negli stessi anni operava, ma a San Francisco e a Los Angeles, Senzaki Nyogen che fondò diversi gruppi di meditazione zen aperti ai giovani americani. Grande influenza sulla cultura occidentale la ebbe D.T. Suzuki attivo negli Stati Uniti dal 1897 al 1909 e poi durante gli anni cinquanta. Egli operò a LaSalle (Illinois), come traduttore e studioso, per la casa editrice Court Publishing Company di proprietà del cittadino americano di origini tedesche Paul Carus (1852‑1919), già conoscente dello stesso Shaku Sōyen. È comunque nel Dopoguerra che il buddismo zen prende piede negli Stati Uniti, grazie anche al movimento beat. Bisognerà tuttavia aspettare la fine degli anni sessanta per vedere i primi maestri zen occidentali, tra questi vanno ricordati: Richard zentatsu Baker (1936, di scuola Soto) attivo a San Francisco, Philip Kapleau (1912–2004, di scuola Sanbo Kyodan anche detta scuola di Harada Yasutani, sintetizza sia le dottrine Soto che quelle Rinzai) attivo a Rochester e Robert Aitken (1917, anche lui di scuola Sanbo Kyodan), attivo ad Honolulu.
In Europa va ricordata l'opera del monaco di scuola Soto, Taisen Deshimaru (1914-1982), allievo di Kōdō Sawaki Rōshi, che fu tra i primi, sul finire degli anni sessanta a Parigi, a raccogliere intorno alla sua figura discepoli europei molti dei quali poi ordinati monaci, come gli italiani Fausto Taiten Guareschi e Massimo Daido Strumia. Oltre a Deshimaru, altri studenti di Sawaki, che viaggiavano spesso e fondarono dei sangha in Europa e in Occidente, furono Kōshō Uchiyama, Yokoyama Sodō, Gudō Wafu Nishijima (che nominò come suo successore il musicista e monaco laico statunitense Brad Warner) e Watanabe Kōhō.

## Le scuole del buddismo zen

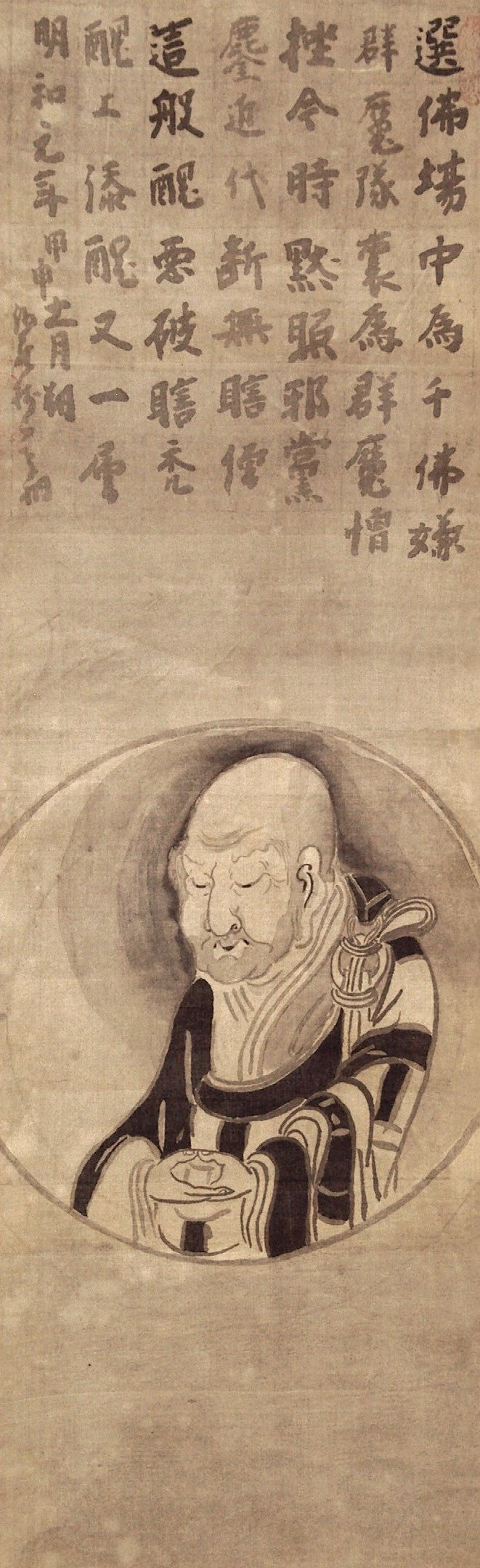
Un autoritratto di Hakuin Ekaku (1686-1769), importante riformatore della scuola zen Rinzai (Eisei Bunko Museum, Tokyo).

Le scuole del buddismo zen, pur con delle differenze, conservano tutte la centralità della pratica meditativa denominata zazen (座禅), una minore attenzione allo studio dei sutra e una cura particolare (presente peraltro anche nelle altre scuole) nei confronti della trasmissione del "lignaggio" (戒脈, cin. jiè mài, giapp.  kai myaku) che procede, secondo questa tradizione, mediante l'ishin denshin (以心傳心, cin. yǐxīn chuánxīn, trasmissione "da mente a mente") ovvero da maestro a discepolo senza l'utilizzo delle parole, ovvero per tramite di una intuizione improvvisa che genera l'illuminazione profonda (悟, cin. wù, giapp. go o satori). Le scuole zen Rinzai e Sōtō sono, unitamente all'associazione laica di derivazione Nichiren Soka Gakkai, le scuole buddiste giapponesi più diffuse oggi in Occidente.

### Scuola zenRinzai
La scuola Rinzai deriva dalla denominazione Línjì (臨済) del buddismo Chán. Il primo a trasferire dottrine e lignaggi di questa scuola fu il monaco giapponese Eisai, di scuola Tendai, di ritorno dal suo secondo viaggio in Cina. Dopo essere stata a lungo inglobata nella scuola Tendai, lo zen Rinzai divenne una scuola autonoma a partire dal XIII secolo. Questa separazione si realizzò proprio grazie ai maestri cinesi di scuole chán línjì (臨済), Lánxī Dàolóng, fondatore, nel 1253, del monastero Kenchō-ji a Kamakura; Wùān Pǔníng, abate del tempio Kennin-ji a Kyoto; Dàxiū Zhèngniàn che fondò il monastero Kinpōzan Jōchi-ji a Kamakura; infine Wúxué Zǔyuán che fu l'abate del monastero Engaku-ji a Kamakura. Questi maestri, che furono per lo più invitati dalle autorità di governo giapponese, insegnarono lo zen Rinzai con le relative dottrine e pratiche esattamente come era impartito nella Cina del XIII secolo. Con gli shōgun Ashikaga lo zen Rinzai ottenne ulteriori riconoscimenti e protezioni da parte del governo. Dopo aver subìto influenza dalla scuola zen Obaku, fu riformata da Hakuin Ekaku (白隠慧鶴, 1686-1769) il quale eliminò le pratiche nenbutsu proprie della scuola Obaku, centrando le dottrine e le pratiche Rinzai sullo studio dei kōan e sullo zazen. Tutti i maestri zen Rinzai conservano oggi nel loro lignaggio il nome di Hakuin.

### Scuola zenSōtō
La scuola Sōtō fu fondata dal monaco tendai Dōgen (道元, 1200-1253) quando nel 1230, trasferendosi nel tempio Anyo-in (安養院) alla periferia di Kyoto, avviò la separazione con la scuola Tendai. La dottrina di questa scuola è riportata nell'opera di Dōgen, lo Shōbōgenzō (正法限蔵, La Custodia della Visione del Vero Dharma) e consiste nella pratica dello zazen secondo la modalità denominata shikantaza (只管打坐, Solo sedersi). Oggi questa è la scuola zen più importante del Giappone con circa quindicimila templi e trentuno monasteri. Appartenente a questa scuola fu Haku'un Yasutani (安谷白雲, 1885-1973), fondatore della Sanbō-Kyōdan (三宝教団) una scuola zen che cerca di coniugare il Sōtō con il Rinzai e che si è diffusa in Occidente.

### Scuola zenFuke

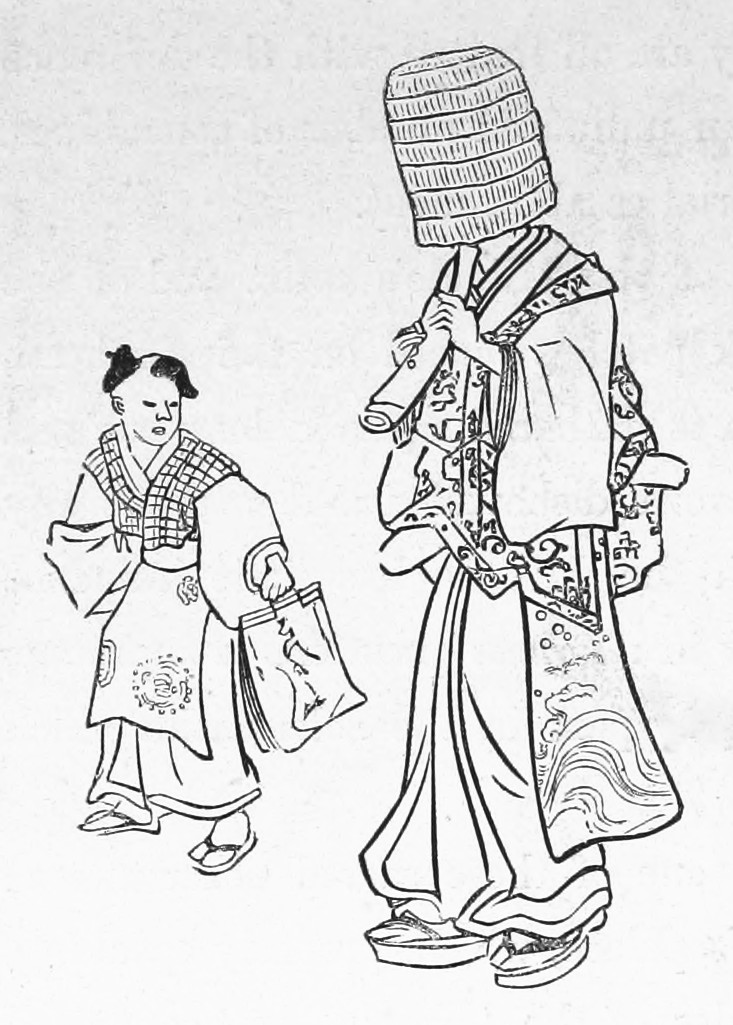
Un monaco zen fuke (komusō) con il caratteristico copricapo mentre suona il flauto shakuhachi in una stampa del 1867.

La scuola Fuke origina da un movimento di ex samurai itineranti denominati komusō (虚无僧, lett. monaco della vacuità). I monaci komusō, già di osservanza Rinzai, vivevano di elemosine suonando il flauto shakuhachi (尺八), indossando un cappello fatto di canne che gli oscurava buona parte del volto, questo rappresentava la loro pratica meditativa denominata suizen (吹禪). La scuola zen Fuke vantava le sue origini dal monaco cinese di scuola chán Pǔhuà (普化, giapp. Fuke) vissuto durante la Dinastia Tang da cui la scuola prende il nome. Pǔhuà, contemporaneo e stretto amico di Línjì Yìxuán (臨済義玄, giapp. Rinzai Gigen, ?–866), fu un maestro dai comportamenti iconoclasti e gioiosi, uso a camminare cantando al suono di una piccola campana. Secondo questa tradizione la scuola Fuke fu portata in Giappone da Shinchi Kakushin (心地覺心, 1207–1298); secondo gli studiosi invece tale scuola nacque in Giappone durante l'Era Tokugawa. Vietata dal Governo imperiale nel 1871 la scuola scomparve. Testo storico di questa scuola fu il Kyotaku Denki (虚铎传记, Campana della vacuità) opera del XVIII secolo.

### Scuola zen Ōbaku (黃檗宗,Ōbaku shū)
La scuola zen Ōbaku è una delle tre scuole zen esistenti oggi in Giappone. La sua nascita la si deve al monaco cinese chán di tradizione Línjì (臨済), Yǐnyuán Lóngqí (隱元隆琦, giapp. Ingen Ryūki, 1592-1673) giunto in Giappone nel 1654. Questa scuola è molto simile allo zen Rinzai conservando tuttavia alcune peculiarità cinesi proprie del suo fondatore. Innanzitutto una maggiore attenzione ai sutra rispetto alla scuola Rinzai versata principalmente allo studio dei kōan, in secondo luogo alla pratica del nenbutsu tipiche della scuole della Terra Pura già inserite in Cina nella scuola Chán da Zhū Hóng (株宏, 1535-1615) nel XVI secolo; infine l'osservanza dei precetti del Cāturvargīya-vinaya (四分律 Shibunritsu) e non solo quelli del Brahmajālasūtra (梵網經 Bonmō kyō) come è tradizione invece per le scuole zen Rinzai e Sōtō e per la scuola Tendai. Influenzò profondamente la scuola Rinzai fino a quando la riforma attuata da Hakuin Ekaku (白隠慧鶴, 1686-1769) non eliminò dalla scuola Rinzai la pratica del nenbutsu a favore del solo studio dei kōan e della pratica dello zazen.

## I fondamenti dello zen

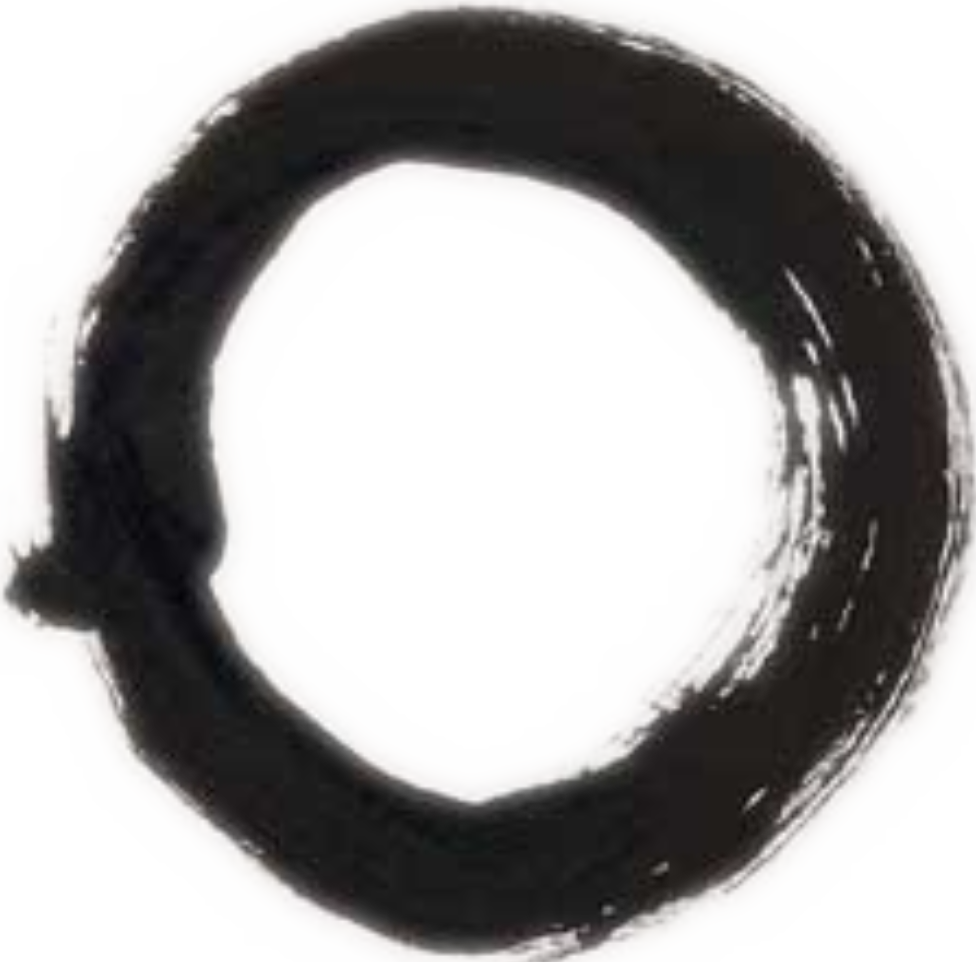
Ensō, simbolo zen. Calligrafia di Kanjūrō Shibata XX (二十代柴田勘十郎, 1921- Boulder, 2013), maestro di kyūdō.

La dottrina buddista zen si fonda, come lo stesso buddismo Chán da cui strettamente deriva, sul rifiuto di riconoscere autorità alle scritture buddiste (sutra). Questo non significa che lo zen rigetti le scritture buddiste. Anzi, alcune di esse come il Sutra del Cuore della Grande Saggezza, il Vimalakīrti Nirdeśa Sūtra o lo stesso Laṅkāvatārasūtra, sono spesso utilizzate durante le funzioni religiose e nella formazione dei discepoli. Dōgen zenji (道元禅師, 1200-1253), fondatore giapponese della scuola zen Sōtō (曹洞宗 Sōtō-shū) ebbe a dichiarare nella sua opera fondamentale, lo Shōbōgenzō:
(Dōgen, Shōbōgenzō)
L'unica autorità che il buddismo zen riconosce e su cui fonda il proprio insegnamento è tuttavia la particolare esperienza che viene indicata come 悟 (satori o go, "Comprensione della Realtà") o anche 見性 (kenshō, "guardare la propria natura di Buddha" ovvero "attualizzare la propria natura 'illuminata'"). Questa esperienza non viene semplicemente identificata come "intuizione" quanto piuttosto come una esperienza improvvisa e profonda che consente la "visione del cuore delle cose" la quale risulta essere identica alla "natura di Buddha" (佛性 busshō). Tale "natura di Buddha" è la natura di tutta la realtà, del cosmo e del Sé e corrisponde alla stessa vacuità (空 kū) indicata dall'Ensō (円相), un simbolo dalla forma circolare tra i più significativi dello zen. Il satori, essendo un'esperienza transitoria che pure cambia la mente e può essere ripetuto, non corrisponde esattamente al nirvāṇa obiettivo delle scuole del buddismo dei Nikāya: se quest'ultimo si presenta infatti fondamentalmente come rinuncia al mondo e distacco da esso, il satori è una forma di bodhi che si propone una partecipazione attiva e consapevole al mondo anche se percepito nella sua dimensione di vacuità.
(Alan Watts, The Spirit of Zen. A way of life, work and art in the Far East. New York, Grove Press, 1958, pp. 65 e 68)
Lo zen evita la speculazione intellettuale e si distingue anche dalle altre scuole buddiste mahāyāna per aver reso centrale la pratica meditativa (zazen) nelle sue forme di shikantaza (meditazione sul respiro, la mente e la vacuità, effettuata da seduti) o accompagnata dallo studio dei kōan.
Il Buddismo Zen non ritiene necessario lo studio delle scritture buddiste, perché secondo questa filosofia, il modo più efficace per raggiungere l'illuminazione è la meditazione profonda volta a una visione più chiara e lucida di sé stessi. Lo studio (da sutra, libri e commentari) può però essere considerata da molti praticanti dello zen una grande risorsa per imparare di più sulle dottrine buddiste e la storia del culto.
L'importanza dello zazen e di non fraintenderlo è stata trattata da diversi maestri in molti koan e storie zen, ad esempio:
(Eihei Dōgen, Shinji Shôbôgenzô, 8)
Gudō Wafu Nishijima così spiegò questo passo:
Molti maestri chán/zen (ad esempio Línjì Yìxuán o Ikkyū Sōjun) si caratterizzarono anche per la loro iconoclastia, volta a scardinare le convenzioni religiose e le rigidità mentali a queste sottese. Collegate allo zen è possibile inoltre trovare numerose pratiche appartenenti a campi eterogenei. Origine e fondamento delle arti e della cultura, lo zen ispirò la poesia (haiku), la cerimonia del tè (cha no yu o chadō), l'arte di disporre i fiori (ikebana), l'arte della calligrafia (shodō), la pittura (zen-ga), il teatro (Nō), l'arte culinaria (zen-ryōri, shojin ryōri, fucha ryōri) ed è alla base delle arti marziali (es. aikidō, karate, jūdō), dell'arte della spada (kendō) e del tiro con l'arco (kyūdō).

## Principali monasteri zen in Giappone
- zen Rinzai
  - Kencho-ji - Kenchojiha - 8, Yamanouchi, Kamakura-shi, Kanagawa
  - Nanzenji - Nanzenjiha - Nanzenji, Fukuchi-cho, Sakyo-ku, Kyoto-shi, Kyoto
  - Daitoku-ji - Daitokujiha - 53, Murasakino, Daitokuji-machi, Kitaku, Kyoto-shi, Kyoto
  - Myōshin-ji - Myōshinjiha - 64, Hanazono, Myōshinji-machi, Ukyo-ku, Kyoto-shi, Kyoto
- zen Sōtō
  - Eihei-ji - Sōtōshū - Eihei-ji-cho, Yoshida-gun, Fukui
  - Sōji-ji - Sōtōshū - 2-1-1, Tsurumi, Tsurumi-ku, Yokohama-shi, Kanagawa
- zen Ōbaku
  - Mampuku-ji - Ōbakushū - Gokanosho, Uji-shi, Kyoto